# Seleção Jordana de Futebol
A Seleção Jordana de Futebol representa a Jordânia nas competições de futebol da FIFA. Filiou-se à instituição em 1958. Mandam seus jogos no Estádio Internacional de Amã.
A Jordânia participou de cinco edições da Copa da Ásia. Chegou à final da Copa da Ásia de 2023, terminando como vice-campeã. A Jordânia venceu os Jogos Árabes duas vezes, em 1997 e 1999. A equipe chegou à final do Campeonato da Ásia Ocidental em três ocasiões, mas nunca a venceu. O país se classificou para sua primeira Copa do Mundo da FIFA em 2026.